# Caterina Dotto
Caterina Dotto (Camposampiero, 17 marzo 1993) è una cestista italiana.
Playmaker di 168 cm, gioca in Serie A1 con il Derthona Basket e nella Nazionale Italiana. 

## Carriera

### Club
- San Martino di Lupari: inizia il percorso nelle giovanili e debutta in Serie A2 nella stagione 2008‑09. Tornerà in maglia Lupe anche nel 2011‑12 e successivamente dal 2018 al 2020.
- Faenza: debutta in Serie A1 nella stagione 2012‑13, prima dello spostamento a Umbertide.
- Umbertide: vi milita dal 2012 al 2015, consolidando la sua presenza in A1.
- Reyer Venezia: ingaggiata per la stagione 2015‑2016 e confermata fino al 2017‑2018, con percentuali di contributo crescente in campo e consolidandosi come una delle migliori playmaker azzurre della Serie A.
- Allianz Geas (Sesto San Giovanni): trasferitasi a gennaio 2021, dopo il recupero da un grave infortunio al crociato; resta fino al termine della stagione 2023‑24 ritornando sui suoi massimi livelli. Nella gara 1 dei quarti di finale playoff contro Campobasso realizza 24 punti trascinando la squadra ad un importantissimo successo esterno.
- BCC Derthona: firma nell’estate 2024 e viene confermata per la stagione 2025‑26. In 25 presenze tra tutte le competizioni della stagione 2024‑25 realizza 229 punti e contribuisce al raggiungimento della Final Four di Coppa Italia e al quarto posto in regular season.

### Nazionali giovanili
- Under‑16 e Under‑18: Caterina Dotto fa parte delle selezioni azzurre nelle categorie giovanili, partecipando ai Campionati Europei Under‑16 e Under‑18 tra il 2009 e il 2011.
- Under‑20: Convocata per l’Europeo Under‑20 del 2013, dove contribuisce al raggiungimento della medaglia d’argento con la nazionale italiana femminile Juniores.

### Nazionale maggiore
- Esordio ufficiale: Debutta con la nazionale maggiore durante l’All‑Star Game del 8 marzo 2014 a Rimini.
- Raduni e amichevoli:
  - Nel luglio 2018 è convocata per il raduno estivo della Nazionale femminile FIP, partecipando alle amichevoli con Wake Forest University, Francia e Israele.
  - Agli inizi di agosto 2018 partecipa alle gare nelle “Italbasket City” a Vicenza, vestendo ancora la maglia azzurra tra le esterne selezionate per amichevoli e preparazione.
- Qualificazioni ad EuroBasket 2019: Riceve la convocazione di coach Crespi per le partite di qualificazione del 2018 e viene inserita ufficialmente tra le 12 atlete partecipanti all’EuroBasket Women 2019 in Serbia e Lettonia (27 giugno–7 luglio). È tra le cinque esordienti in quel torneo con la nazionale maggiore italiana.
- Statistiche in Europeo 2019: Nel corso del torneo, in due partite complessive, Dotto gioca circa 30 minuti, con una media di 4,5 punti, 2,5 rimbalzi e 2,5 assist a partita.

## Statistiche

### Cronologia presenze e punti in Nazionale
| Cronologia completa delle presenze e dei punti in Nazionale - Italia | Cronologia completa delle presenze e dei punti in Nazionale - Italia | Cronologia completa delle presenze e dei punti in Nazionale - Italia | Cronologia completa delle presenze e dei punti in Nazionale - Italia | Cronologia completa delle presenze e dei punti in Nazionale - Italia | Cronologia completa delle presenze e dei punti in Nazionale - Italia | Cronologia completa delle presenze e dei punti in Nazionale - Italia | Cronologia completa delle presenze e dei punti in Nazionale - Italia |
| Data                                                                 | Città                                                                | In casa                                                              | Risultato                                                            | Ospiti                                                               | Competizione                                                         | Punti                                                                | Note                                                                 |
| -------------------------------------------------------------------- | -------------------------------------------------------------------- | -------------------------------------------------------------------- | -------------------------------------------------------------------- | -------------------------------------------------------------------- | -------------------------------------------------------------------- | -------------------------------------------------------------------- | -------------------------------------------------------------------- |
| 8-3-2014                                                             | Rimini                                                               | Italia                                                               | 56 - 62                                                              | World Stars                                                          | Amichevole                                                           | 2                                                                    | [ 1 ]                                                                |
| 10-2-2018                                                            | Boras                                                                | Svezia                                                               | 47 - 69                                                              | Italia                                                               | Qual. Euro 2019 - Girone H                                           | 2                                                                    | [ 2 ]                                                                |
| 14-2-2018                                                            | Pavia                                                                | Italia                                                               | 93 - 33                                                              | Macedonia del Nord                                                   | Qual. Euro 2019 - Girone H                                           | 7                                                                    | [ 3 ]                                                                |
| Totale                                                               |                                                                      | Presenze                                                             | 3                                                                    |                                                                      | Punti                                                                | 11                                                                   |                                                                      |